# Zukunftskonferenz
Eine Zukunftskonferenz ist ein Instrument der Bürgerbeteiligung.
Sie besteht aus einer größeren, heterogenen Gruppe (ca. 64 Teilnehmer), die aus unterschiedlichen Bereichen kommen. Diese sollen innerhalb von drei Tagen einen Konsens über die lokalen Eckpfeiler einer wünschenswerten Zukunft erarbeiten. Das Verfahren stammt aus den USA und wurde von Marvin R. Weisbord und Sandra Janoff erstmals beschrieben. Die Basis des Verfahrens ist die Methode der Großgruppenmoderation.

## Verfahrensmerkmale
Am Anfang steht eine Analyse der Geschichte der Stadt oder Region, je nachdem, auf welchen Bereich sich die Zukunftskonferenz beziehen soll. Im Anschluss daran werden die aktuellen Trends und Entwicklungen herausgearbeitet, um anhand dieser eine "ideale" Zukunft zu entwickeln. Dabei ist wichtig, dass ein Konsens herausgearbeitet wird. Auf der Grundlage dieser idealen Zukunft wird dann ein Entwicklungsplan aufgestellt, der die Ziele und Maßnahmen zum Erreichen dieses Idealzustandes enthält.

## Grundprinzipien der Zukunftskonferenz
- das ganze System in einen Raum holen
- global denken, lokal handeln
- Fokus auf die Zukunft statt auf Probleme
- in selbststeuernden Gruppen arbeiten[2]

## Ablauf einer Zukunftskonferenz
Eine Zukunftskonferenz enthält folgende sechs Schritte:
1. Rückblick in die Vergangenheit
2. Analyse externer Trends – positiver wie negativer
3. Bewertung der gegenwärtigen Situation
4. Entwicklung gewünschter Visionen
5. Herausarbeiten von Gemeinsamkeiten
6. Planung von konkreten Maßnahmen.[3]